# Aldo Riva
Aldo Riva (né le 30 janvier 1952) est un pilote de rallyes italien, toujours en activité en 2011.

## Palmarès
- 1992: Champion d'Afrique des rallyes (ARC), sur Audi 90 Quattro.

### Victoires en championnat d'Afrique des rallyes (ARC)
- 1992 et 1993: Rallye de Zambie (copilote  Enrico "Chico" Roveda);
- 1992: Rallye du Zimbabwe (copilote Chico Rovedo);
- 1993: Rallye Castrol International d'Afrique du Sud (copilote Enrico Roveda).